# Oglasa maculata
Oglasa maculata là một loài bướm đêm trong họ Noctuidae.